# Chaetorellia conjuncta
Chaetorellia conjuncta är en tvåvingeart som först beskrevs av Becker 1913.  Chaetorellia conjuncta ingår i släktet Chaetorellia och familjen borrflugor. Inga underarter finns listade i Catalogue of Life.